# Battery Check
Battery Check is een computerspel, ontwikkeld door Hootchie Cootchie Cartoons (nu &ranj), Mondo (nu MCW studios) en Taxus Interactive. Het spel werd uitgebracht in 1998 voor Windows.
Om jongeren bewust te maken van het nut om lege batterijen in te leveren is in opdracht van Stichting Batterijen dit volwaardige platformspel ontwikkeld. Tegen inlevering van 15 lege batterijen werd de cd-rom weggegeven. Het doel was 50.000 stuks weg te geven. Het zijn er 220.000 geworden.

## Gameplay
In deze platformgame bestuurt de speler Battery Man in een wereld van energie en energie-suckers. Het is de taak van de speler om alle batterijen te verzamelen en battaryman op te laden voordat zijn eigen energie op is. De speler komt diverse machines tegen die stilstaan omdat de batterijen leeg zijn. Met een druk op de spatiebalk blaast de speler nieuw leven in deze apparaten, waardoor er van alles gaat bewegen en er nieuwe mogelijkheden ontstaan.

## Ontwikkeling
Battery Check werd gebouwd op de engine van Jazz Jackrabbit, waardoor veel tijd kon worden gestoken in design en animatie.